# Station Rude Havvej
Station Rude Havvej is een station in het Deense Odder. Het station ligt aan de lijn Århus - Hov. Sinds 2012 wordt het station bediend door de treindienst van Aarhus Nærbane.